# بادخورک پیشانی‌سفید
بادخورک پیشانی‌سفید (نام علمی: Cypseloides storeri) نام یک گونه از سرده آوندوارها است.